# Down at the Juke
Down at the Juke è il secondo album di Jason Ricci, prodotto, come il precedente, da Billy Gibson e stampato in sole 1000 copie. Jason Ricci non è mai stato troppo convinto del risultato finale di questo album, dato che la sua tecnica musicale doveva ancora essere raffinata (questo era il suo periodo pre-overbend). Ad accompagnarlo, comunque, ci sono Kinney Kimbrough (figlio di Junior Kimbrough), Eric Deaton ed Enrico Crivellaro.
Tutte le canzoni sono state scritte da Jason Ricci, fatta eccezione per Things Ain't What They Used to Be, che è stata composta originariamente da Duke Ellington.

## Tracce
1. Down at the Juke – 3:51
2. Shakey's Jump – 3:41
3. Mississippi March – 4:17
4. Delta Dip – 6:09
5. Things Ain't What They Used to Be – 5:31
6. Delta Nova – 4:41
7. Can't Close Our Eyes – 7:00
8. Snowflakes and Horses – 4:10
9. No Progression – 5:41
10. My Blood Is Yours – 6:21
11. Soul Desire – 8:00

## Formazione
- Jason Ricci - armonica, voce
- Bobby Little - batteria
- John Scalic - batteria
- Kinney Kimbrough - batteria
- Takeshi Imura - basso elettrico
- Eric Deaton - basso elettrico
- Akira Shimizu - chitarra elettrica
- Al Rollag - chitarra elettrica
- Enrico Crivellaro - chitarra elettrica